# دوري هايتي لكرة القدم
دوري هايتي لكرة القدم هو الدوري الوطني لكرة القدم في هايتي .البطل الحالي هو نادي أمريكا دي كايز.